# Taeniophyllum leytense
Taeniophyllum leytense är en orkidéart som beskrevs av Oakes Ames. Taeniophyllum leytense ingår i släktet Taeniophyllum och familjen orkidéer. Inga underarter finns listade i Catalogue of Life.